# Weberocereus
Weberocereus és un gènere de cactus que a desembre de 2023 compta amb 8 espècies acceptades. Són natius de Costa Rica, Panamà i Nicaragua.

## Sinonímia
- Eccremocactus Britton i Rose
- Eccremocereus Fric i Kreuz. (orth. var.)
- Werckleocereus Britton i Rose

## Taxonomia
- Weberocereus alliodorus
- Weberocereus bradei
- Weberocereus frohningiorum
- Weberocereus glaber
- Weberocereus imitans
- Weberocereus rosei
- Weberocereus trichophorus
- Weberocereus tunilla